# Bofrost
Bofrost Dienstleistungs GmbH und Co. KG (Bofrost) er en tysk distributør af dybfrosne fødevarer og konsum-is. De har forretninger i 12 lande og hovedkvarter i Straelen, Nordrhein-Westfalen. Virksomheden blev grundlagt af Josef H. Boquoi i Issum (Niederrhein) i 1966.